# Eagleville (Kalifornija)
Eagleville je naseljeno područje za statističke svrhe u američkoj saveznoj državi Kalifornija. Prema popisu stanovništva iz 2010. u njemu je živjelo 59 stanovnika.